# Entdecker (Spiel)
Entdecker ist ein Legebrettspiel von Klaus Teuber, das 1996 von Goldsieber herausgebracht wurde. Illustriert wurde es von Franz Vohwinkel.
Ziel des Spiels ist es, unbekannte Inseln zu entdecken und Entdeckerchips zu sammeln. Hierzu muss die Übermacht auf den Inseln erlangt werden.
Das Spiel erinnert an die Siedler von Catan, und tatsächlich wurde die ursprüngliche Spielidee Teubers zu einem komplexen Spiel in drei verschiedenen Einzelspielen umgesetzt: 1995 Catan, 1996 Entdecker und 1998 Löwenherz. 
Entdecker ist geeignet für 2 bis 4 Spieler ab 10 Jahren und dauert etwa 45 Minuten.
2001 erschien eine überarbeitete Version als Die neuen Entdecker.

## Das Spiel

### Spielaufbau
Der rechteckige Spielplan besteht aus drei Bereichen:
- Unentdecktes Gebiet – Hier werden neue Inseln entdeckt
- Randgebiet – Von hier wird das unentdeckte Gebiet erreicht
- Erfolgsleiste – Für entdeckte Inseln und Entdeckerchips wird der Erfolgsmarker weiter gezogen.

### Spielverlauf
Ein Spieler nimmt das Schiff, geht auf Entdeckung und entscheidet zuerst, wie viele Entdeckerkärtchen er ziehen möchte. Nur wenn ein Kärtchen auf dem Plan auf ein Feld neben das Schiff „passt“, ist neues Land entdeckt, ansonsten verfällt es. Wurde Land entdeckt, kann eine Spielfigur auf dem Landstreifen abgesetzt werden. Wenn eine Insel vollständig entdeckt ist, wird gewertet: zuerst werden die größten Entdecker ermittelt, danach der Inselwert gebildet. Wer am meisten Siedlungen, Forts oder Entdecker auf der Insel hat, erhält die vollen Punkte, wer am zweitmeisten hat, erhält die Hälfte usw. Wenn alle Inseln entdeckt sind und alle Felder mit Kärtchen bedeckt sind, ist das Spiel zu Ende.

### Siegbedingungen
Der Gewinner des Spiels ist der, dessen Erfolgsmarker auf der Erfolgleiste am weitesten vorne steht.

### Spielinhalt
- 24 Spielfiguren (12 Kundschafter, 8 Forts, 4 Siedlungen) in 4 Farben
- 4 Erfolgsmarker in 4 Farben
- 120 Entdeckerkärtchen mit Inseln und das Meer, davon 38 Reservekärtchen
- 4 Goldtableaus
- 4 Goldmarker
- 20 Entdeckerchips (mit verschiedenen Pflanzen)
- 1 Entdeckerschiff
- 1 Drehpfeil (bestimmt das Einkommen)
- 1 Spielplan
- 1 Ereignistafel